# Василь Барка
Васи́ль Ба́рка (настоящее имя Василий Константинович Очерет, укр. Василь Костянтинович Очерет; 16 июля 1908, село Солоница Лубенского района Полтавской области — 11 апреля 2003, Глен Спей, штат Нью-Йорк) — украинский поэт, прозаик, переводчик, религиозный мыслитель. Отец Юрия Очерета, доктора филологических наук.

## Биография
Из казацкой семьи. В 1927 году окончил Лубенский педагогический техникум, работал учителем в шахтёрском посёлке на Донбассе. Не сойдясь с тамошними властями, уехал на Северный Кавказ. В 1928 году поступил на филологический факультет Краснодарского педагогического института, работал в Краснодарском художественном музее. Дебютировал в печати в 1929 году при поддержке Павло Тычины. Публикация первой книги стихов (1930) вызвала идеологическую критику, обвинения в «буржуазном национализме» и «религиозных пережитках». Из Краснодарского пединститута перевелся в аспирантуру Московского пединститута, написал кандидатскую диссертацию о реалистическом и фантастическом в Божественной комедии Данте, в 1940 году защитил её. Читал лекции на филологическом факультете Ростовского университета.
В 1941 году пошел на фронт добровольцем, в 1942 году был тяжело ранен, оказался в оккупации. Выздоровев, работал корректором в газете. В 1943 году его отправили в Германию. После окончания войны был в лагере для перемещенных лиц в Аугсбурге. В 1947 году перебрался во Францию, в 1950 году — в США. Работал на радиостанции Свобода. Бедствовал, голодал, брался за любую работу (кочегар, мойщик окон). Писал статьи по истории литературы, религиозные эссе. Был близок к Нью-Йоркской группе украинских поэтов.
Статьи о нём в четырёх литературных энциклопедиях: двух украинских (Киев, Торонто); российской (Москва) и американской (Принстон).
Шевченковский лауреат, лауреат всеамериканского конкурса малой прессы (о природе поэзии) и др.
В последние годы жизни тяжело болел, перенес инсульт, наполовину ослеп, был парализован.

## Творчество
Автор стихов, эпических и драматических поэм, нескольких романов, литературоведческих трудов, религиозно-философских эссе. Переводил Данте, Шекспира, Апокалипсис.
Престижные издания «Жёлтого князя» в Париже (на французском), в Москве (дважды)

## Произведения
- Шляхи (1930, стихи)
- Цехи (1932, стихи)
- Апостоли (1946, стихи)
- Білий світ (1947, стихи)
- Рай (1953, роман)
- Жайворонкові джерела (1956, эссе)
- Трояндовий роман (1957, стихи)
- Псалом голубиного поля (1958, стихи)
- Уваги про поезію старовинну і сучасну (1958, статьи о поэзии)
- Океан (1959, стихи)
- Хліборобський Орфей, або клярнетизм (1961, эссе о поэзии Павло Тычины)
- Правда Кобзаря (1961, о творчестве Тараса Шевченко)
- Жовтий князь, том 1 uk (1963, роман о голодоморе, на Украине опубл. в 1991)
- Вершник неба (1965, религиозно-философские эссе)
- Лірник (1968, стихи)
- Творчість (1968, эссе)
- Земля садівничих, т. 1-2 (1977, эссе)
- Свідок для сонця шестикрилих (1981, роман в стихах)
- Судний степ (1992, поэма)
- Спокутеник і ключі землі (1992, роман)
- Кавказ (1993, драматическая поэма)
- Душі едемітів (1994, роман)
- Жовтий князь, том 2 uk (2008)

## Посмертная судьба
Роман «Жёлтый князь» на Украине издан в серии «Школьная библиотека», он изучается в школах. По нему снят фильм Голод-33 (реж. Олесь Янчук, 1991, см.: ). По его мотивам режиссёр Андрей Жолдак поставил в Национальной опере Украины спектакль «Ленин love, Сталин love» (2008, (рец. см.: , ).
В 2018 году в его честь в Киеве была переименована улица Александра Горовица.

## Публикации на русском языке
- Жёлтый князь: роман; Царь-Голод: воспоминания, документы. М.: Текст/Дружба народов, 2001
- Стихи в переводах Василия Бетаки (недоступная ссылка)